# Rudy Polanen
Rudy Frank Polanen (Paramaribo, 5 augustus 1943 – Amsterdam, 21 januari 2008) was een bekende Surinaamse dominee van de Evangelische Broedergemeente Suriname (EBGS).

## Biografie
Polanen werd in Duitsland opgeleid tot predikant en was vanaf 1970 als zodanig werkzaam. Van 1973 tot 1989 was hij predikant in Nickerie. Tijdens de militaire dictatuur in Suriname was hij medeoprichter van de Organisatie Gerechtigheid en Vrede (OGV), waarvan hij ook voorzitter werd. Vanaf 1990 was hij predikant van de Evangelische Broedergemeente in Amsterdam. In 1992 was hij een van de oprichters van het platform van niet-inheemse kerken, dat sinds 1995 bekendstaat als Samen Kerk in Nederland (SKIN).
Polanen zou op 29 juni 2008 zijn laatste dienst leiden, alvorens met pensioen te gaan. Hij wilde terugkeren naar Suriname om daar vijftig jaar kerkgeschiedenis te schrijven. Op 18 januari 2008 werd hij tijdens een uitvaartdienst op een begraafplaats echter onwel. Hij werd naar een ziekenhuis overgebracht en bleek een bloedvergiftiging te hebben. Drie dagen later overleed hij, 64 jaar oud. Hij werd op 26 januari begraven op de Nieuwe Oosterbegraafplaats in Amsterdam.

## Onderscheiding
Polanen werd in 2005 bij de dertigjarige onafhankelijkheid van Suriname benoemd tot Officier in de Ere-Orde van de Palm.